# تشمة بدير (الريف الغربي)
تشمة بدير (بالفارسية: چشمه بدیر) هي منطقة سكنية تقع في إيران في قسم الريف الغربي الريفي. يقدر عدد سكانها بـ 40 نسمة بحسب إحصاء 2016.